# Артилерійська підтримка корабельної артилерії

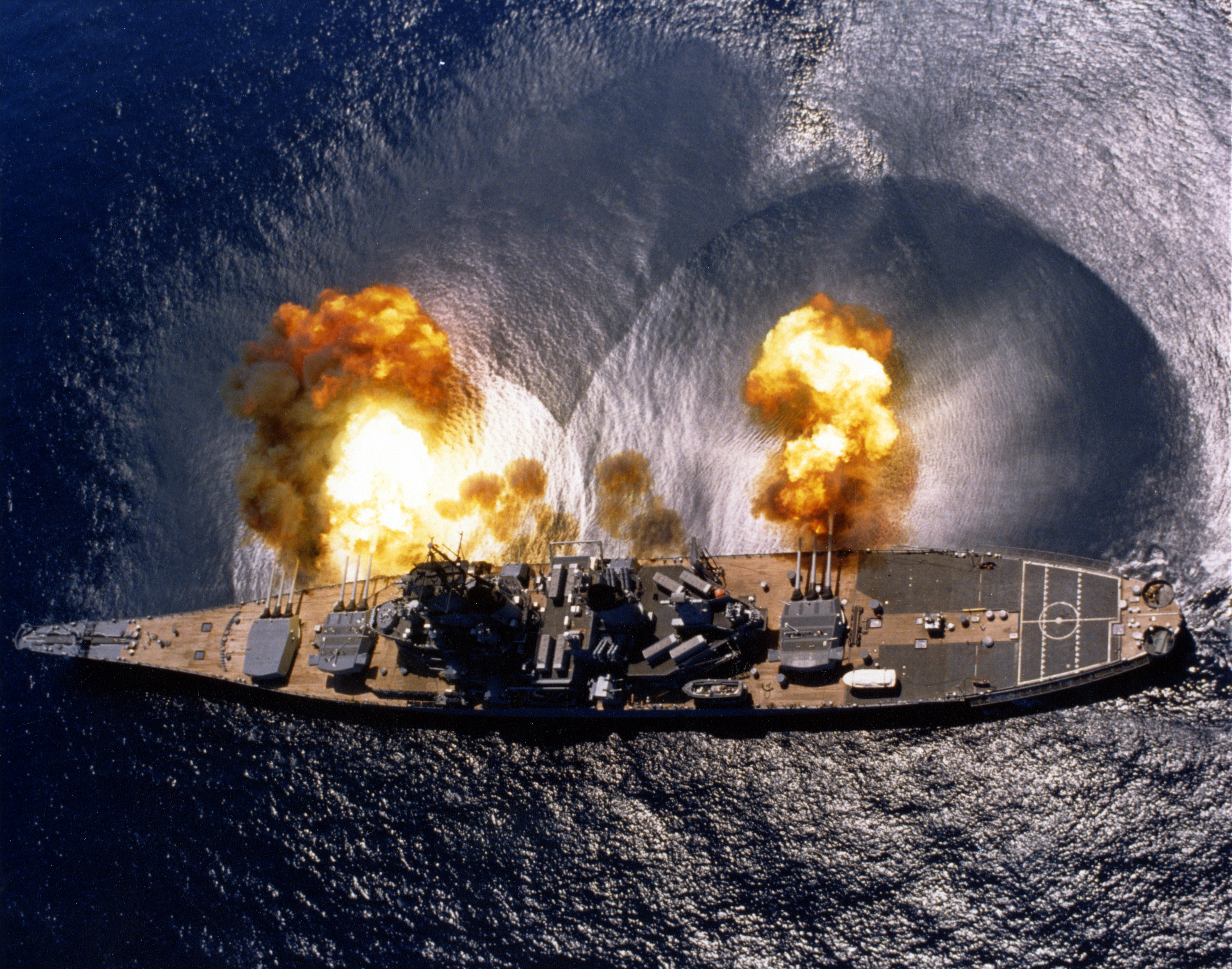
Лінкор «Айова» здійснює повний бортовий залп з дев'яти 406 та шести 127 міліметрових гармат під час стрільб біля острова В'єкес(Пуерто-Рико), 1 липня 1984 року.

Артилерійська підтримка корабельної артилерії — використання корабельної артилерії для забезпечення вогневої підтримки морського десанту або інших військ, що діють у межах її досяжності. Корабельні гармати використовувалися проти берегових укріплень з часів середньовіччя.

## Тактика
Артилерійська підтримка корабельної артилерії підрозділяється на два типи: прямий вогонь, де артилеристи корабля спостерігають ціль (візуально або за допомогою радара), і непрямий вогонь, який, щоб бути точним, потребує коректування артилерійським спостерігачем.
Під час обстрілу наземних цілей кораблі особливо вразливі для атаки літаків, що рухаються з боку суходолу і летять низько, щоб уникнути виявлення радарами, або від підводних човнів через те, що рухаються передбачуваним курсом. З цих причин, а також через поширення протикорабельних ракет, у конфліктах 21 століття для обстрілів берегових цілей значно частіше, ніж гармати, застосовуються крилаті ракети, які кораблі можуть запускати з далекої відстані.

## Історія

### Рання історія
Раннє бомбардування берега відбувалося під час облоги Кале в 1347 році, коли король Англії Едуард III використав кораблі зі встановленими бомбардами та іншими типами артилерії.
Раннім типом кораблів, спеціалізованим для обстрілів берегових об'єктів, були бомбардирські кораблі, що почали використовуватись у 17-му столітті. Це були невеликі кораблі, основним озброєнням яких були одна або дві великі мортири, які стріляли бомбами під високим кутом. Вони, як правило, погано маневрували під вітрилами, тому їх складно було використати у бойових діях на морі крім їх спеціалізованої ролі. Тим не менш, невеликі кораблі, озброєні великими мортирами, активно використовувались ще у Громадянській війні у США. ВМС Союзу часто використовували їх під час атак на прибережні укріплення.
Протягом 18-го століття для бомбардування берегів було розроблено інший спеціалізований тип плавзасобів, відомий як плавуча батарея . Прикладом їх раннього використання були дії французів та іспанців під час Великої облоги Гібралтару (1779—1782). Під час Наполеонівських воєн Королівський флот включив до свого складу плавучі батареї типу «Мускіто» (Musquito-class) та типу «Фірм». Вони оснащувалися морськими гарматами з довгим стволом, або карронадами. Плавучі батареї використовувалися як французами, так і англійцями під час Кримської війни, а також обома сторонами під час Громадянської війни у США.

### Перша світова війна

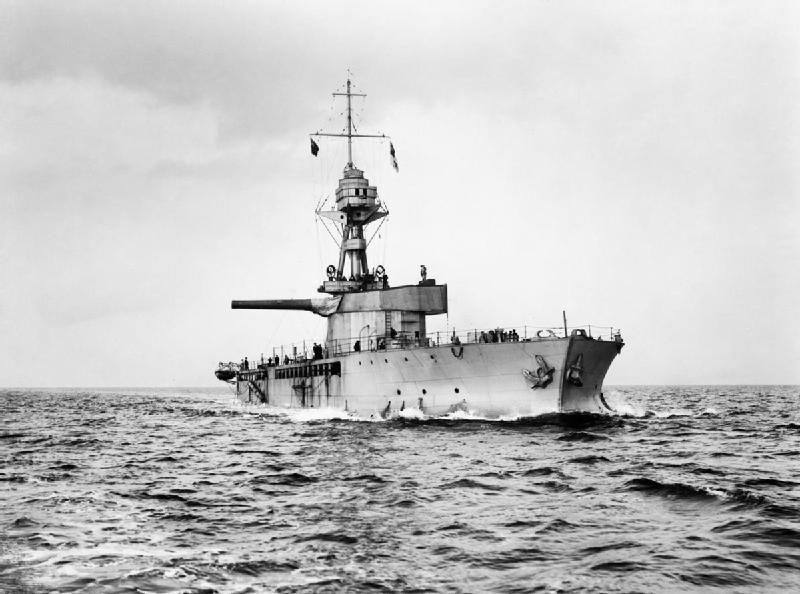
Британський монітор «Маршал Ней», єдина башта якого спрямована на правий борт (1915 р.)

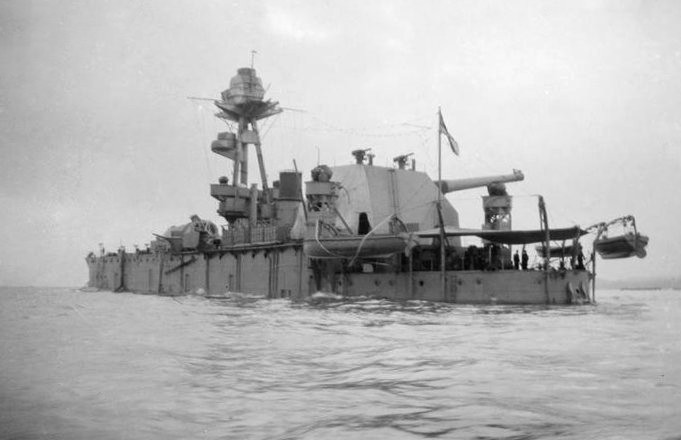
Вид з корми на монітор «Лорд Клайв». Його 18-дюймова гармата закріплена у фіксованому положені на правий борт (листопад 1918 р.)

У Першій світовій війні військово-морське бомбардування (термін, який використовувався до Другої світової війни за те, що пізніше було названо артилерійською підтримкою корабельної артилерії (naval gunfire support) найчастіше застосовував Королівський флот Великої Британії. Головними регіонами у яких кораблі цього флоту обстрілювали цілі на березі, були Егейське море — Дарданелли / Галліполі, а пізніше Салонікський фронт, а також бельгійське узбережжя Північного моря. У Егейському регіоні прибережні фортифікаційні споруди противника (форти, берегові батареї тощо) були не надто розвинені. Однак, на півострові Галліполі вони все ж виявилися складними цілями для обстрілів корабельними гарматами з низьким кутом підйому ствола. Тут контури фортець для спостерігачів мали тенденцію зливатися зі схилами пагорбів, що ускладнювало ідентифікацію, а самі гармати представляли невеликі цілі. Гаубиці, розташовані на високих плато, які швидко міняли позиції, взагалі було практично неможливо вразити вогнем корабельної артилерії. Менше проблем виникало у кораблів, які бомбардували німецькі цілі вздовж бельгійського узбережжя починаючи з осені 1914 до відступу ворога в жовтні 1918 року через його низинний характер.
Для обстрілів берегових цілей Королівський флот часто використовував спеціально розроблені судна, відомі як монітори (тогочасні монітори технічно відрізняються від моніторів 19 століття, які використовувались переважно як броненосці берегової оборони, тобто призначалися для дій проти інших кораблів). Британські монітори мали надзвичайно потужне озброєння для свого розміру, часто єдину башту з гарматами, призначеними для лінкорів. Широкий корпус забезпечував стабільність, а невелика осадка уможливлювала близьке наближення до берега. Ці ж характеристики суттєво зменшили швидкість моніторів, через що ті були непридатними для морського бою. Два монітори типу «Лорд Клайв» були оснащені 457-мм корабельними гарматами BL 18-inch Mk I, найбільшими гарматами, які коли-небудь використовували Королівський флот.

### Друга Світова війна

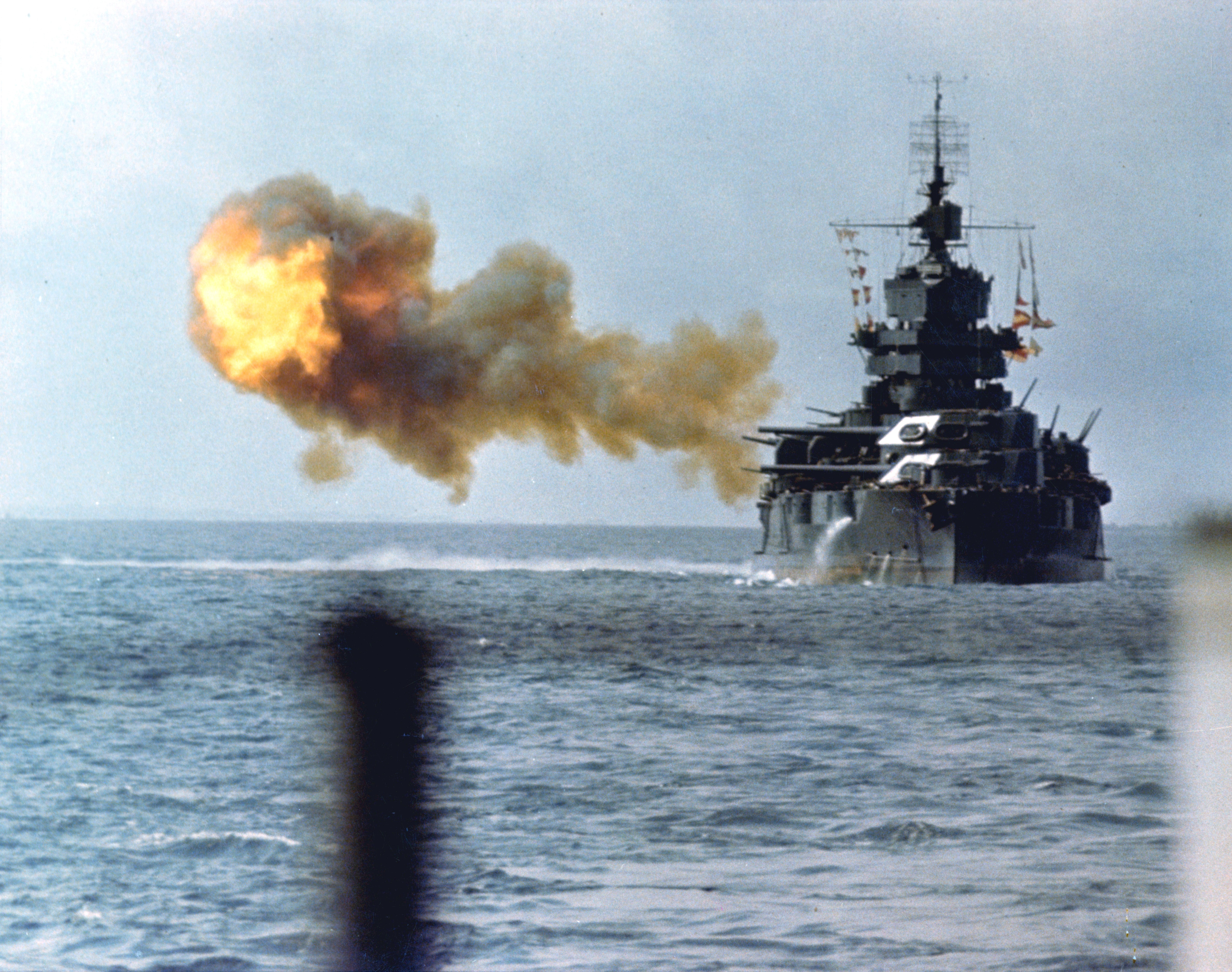
1 квітня 1945 року, лінкор США Айдахо обстрілює японські укріплення на Окінаві.

Практика корабельної артилерійської підтримки досягла свого зеніту під час Другої світової війни, коли наявність переносних радіосистем і складних ретрансляційних мереж дозволяло спостерігачам передати інформацію про націлювання і забезпечити практично миттєву звітність — коли потрапили війська. Лінійні кораблі, крейсери і есмінці бомбардували берегові об'єкти, іноді протягом декількох днів, сподіваючись зруйнувати фортифікаційні споруди і виснажити їх захисників. Застарілі лінкори, непридатні для бою з іншими кораблями, часто використовувалися як платформи для гармат. Проте, враховуючи порівняно примітивну природу систем керування вогнем і радарів того періоду, точність ураження залежала від літаків-коректувальників, поки війська не висадились на берег, і не отримували змогу коректувати вогонь по радіо.
Вогонь з кораблів міг досягати на 32 кілометри від узбережжя і часто використовувався для посилення польової артилерії. Важкі гармати вісімнадцяти лінійних кораблів і крейсерів використовувалися для зупинки німецьких танкових контратак у Салерно. Корабельна артилерія широко застосовувалась і в Нормандії, хоча спочатку прагнення забезпечити раптовість виключало попередню артилерійську підготовку, яка могла б придушити укріплення Атлантичного валу. Відповідне завдання було доручено спеціалізованій бронетехніці.

### Після 1945

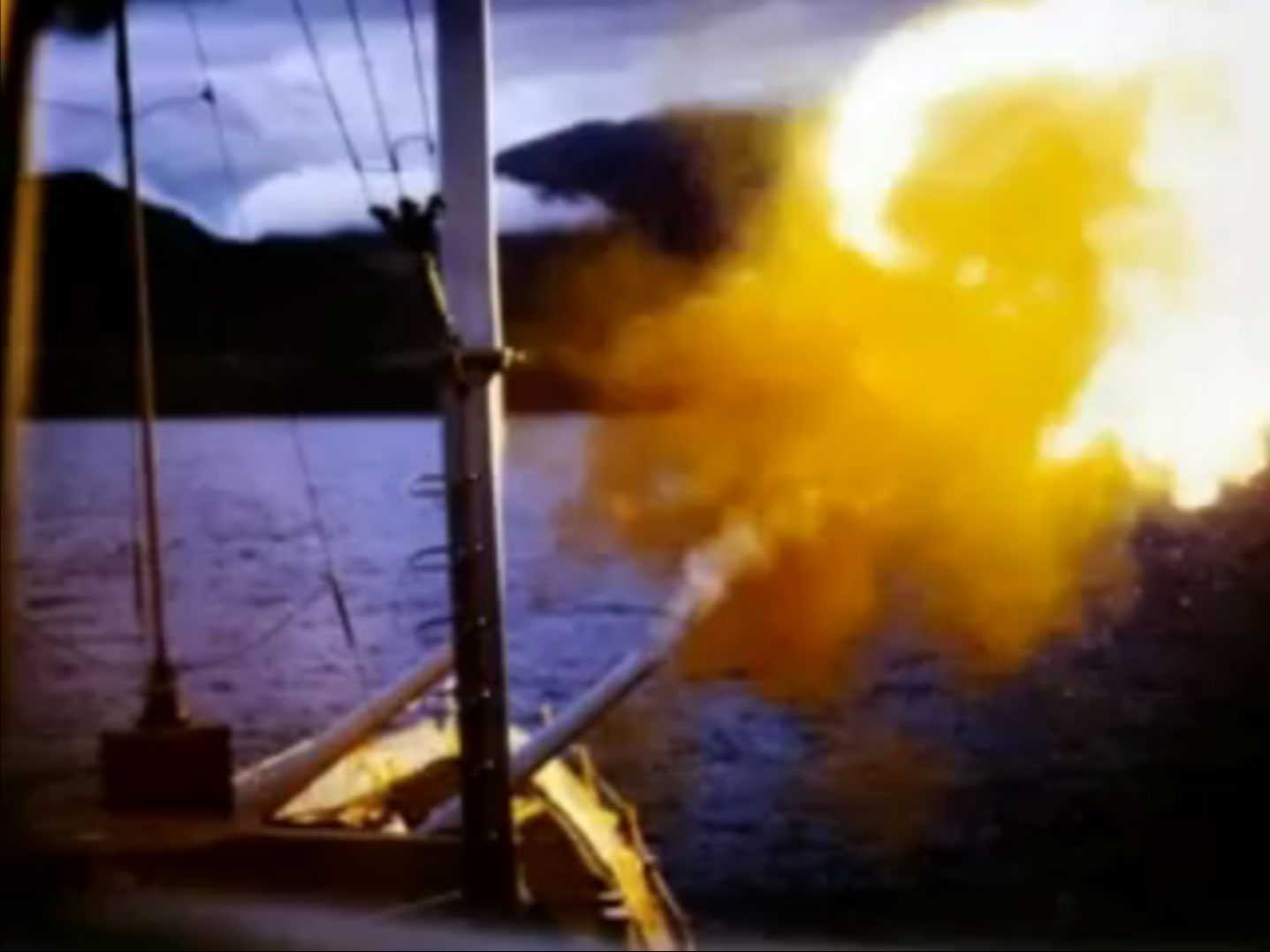
Носова гармата есмінця USS Hanson (DD-832) обстрілює ворожу ціль під час війни у В'єтнамі (1972). За цей рік корабель випустив 127-міліметрових 14 826 снарядів по ворожим позиціям і окремим цілям

Підтримка корабельною артилерією відіграла важливу роль у Корейській війні. Умови сприяли її застосуванню, оскільки значна частина боїв відбувалася вздовж узбережжя Корейського півострова. Лінійний корабель США «Нью-Джерсі» і британський легкий крейсер «Белфаст» забезпечував потужну підтримку, разом з численними легкими крейсерами і есмінцями. Зокрема, були запроваджені так звані патрулі «знищувачів поїздів», які у взаємодії з літаками коректувальниками атакували північнокорейських поїзди постачання, а також залізничні мости і тунелі.
Під час вторгнення в Ірак, корабельну артилерію було використано для підтримки операцій на півострові Фао фрегатами Королівського флоту і Королівського австралійського флоту.